# くぴぽ
くぴぽは、日本のアイドルグループ。キャッチコピーは大阪で一番売れてないアイドル。

## 概要
2014年、バンド、お笑い芸人などの活動をしていた服部真希（まきちゃん）が中心となり大阪で結成。まきちゃんは「可愛い女の子みたいになりたい」という願いを持ち女装をする男性であり、他のメンバーは女性のみとしている。
メンバーや観客がまきちゃんに対してジャイアントスイングを仕掛ける、ビニールバットで殴る、ゴムボールを投げつける、風船を抱き合って割る、ゴムパッチン、食べ物の口移しといったパフォーマンスが特徴だったが現在は封印中。「自分たちを目当てにライブを観に来てくれるお客さんがゼロに近い」「物販が売れない」「メンバーが加入してはすぐに脱退する」などを自虐ネタとしている。
グループは大阪を活動拠点としている。
英語表記は「qppo」、ファンの総称は「くぴーぷる」。

## 略歴
2014年
- 結成[2]

2015年
- 11月20日　Twitterアカウント開設。
- 12月19日　みふゆ加入。

2016年
- 1月11日　ビビタ:あいな加入。
- 1月29日　にーな加入。
- 2月13日　まりな脱退。
- 2月22日　みくろ加入。
- 3月　みふゆ脱退。
- 6月8日　にーな脱退。
- 7月3日　方向性の違いにより、みくろ脱退。
- 11月　ビビタ:あいな脱退。
- 12月17日　つじこ、なーさん加入。

2017年
- 1月7日　ゆずリロ加入。新曲『笑え！ノイローゼ』初披露。
- 4月9日　ゆずリロ脱退？ライブ活動休止を発表。充電期間へ。
- 7月16日　活動再開。同時に新曲『もう恋なんてしないし、恋なんてしないなんて言わないし、もう恋なんてしないなんて言わないよ絶対なんて歌わないよ絶対』のリリックビデオを発表。
- 8月12日　新曲『まきちゃんかわいいSONG』初披露。会場限定シングル『qppo.ep』が発売。
- 10月21日　映画『くぴぽＳＯＳ！』が上映される[1]。

2018年
- 1月6日　南船場地下一階にて『まきちゃん生誕祭〜さよならまきちゃん、卒業スペシャル2018〜』開催。
- 1月9日　つじこの活動休止を発表。新メンバーオーディションを開始。
- 3月17日　ほんぼちゃん加入。
- 3月24日　シングル『まきちゃんかわいいSONG』発売。
- 4月2日　28日のワンマンライブを最後に、なーさんの卒業が発表される。
- 4月28日　南船場地下一階にて初ワンマンライブ『まきちゃんSOS!〜50人動員しなけりゃ服部クビだってよ〜』開催。新メンバーとして ひめちゃん、なな、すみれの加入を発表。
- 8月25日　LoftPlusOneWestにて2ndワンマンライブ『くぴぽ2ndワンマン～もうアカン！100人入らなければまきちゃん以外全員脱退！～』開催。103名の動員を記録し無事全員残留[3]。
- 12月4日　すみれ脱退。[4]

2019年
- 1月4日　1stミニアルバム「We are the Worst famous idol in Osaka!!!!」が発売決定。それに従い、1月5日にLoft PlusOne Westにて『くぴぽレコ発無料ゲリラワンマン♡100人集まったらNEWミニアルバム無料プレゼント！100人集まらなかったら全員強制購入！』の開催を発表。
- 1月5日　『くぴぽレコ発無料ゲリラワンマン♡100人集まったらNEWミニアルバム無料プレゼント！100人集まらなかったら全員強制購入！』開催。94名の動員を集めた。
- 2月1日　ななの活動休止を発表。
- 3月16日　4月29日の卒業公演を最後にななの卒業を発表[5]。
- 4月29日　心斎橋FANJにて『くぴぽ緊急ワンマン・ななちゃん卒業式〜これからもよろしくね編〜』開催。新メンバーとして、なだれの加入を発表。
- 5月12日　シングル『グミ・チョコレートでつかまえて/教育』発売。
- 7月28日　新曲『ぎゅーーーーーして♡』初披露。
- 8月4日　『ぎゅーーーーーして♡』、『夏盛り卍SUMMER』のMVを2作同時公開。
- 8月10日　シングル『ぎゅーーーーーして♡/夏盛り卍SUMMER』発売。
- 9月28日　心斎橋サンホールにて3rdワンマンライブ『くぴぽ3rdワンマン〜私たち大阪で1番売れてないアイドルを卒業します〜』開催。同時に2020年1月に初の東京ワンマンライブ、4月に服部緑地野外音楽堂で『服部フェス』の開催を発表。
- 12月13日　ミニマリング・スタジオに所属することが発表される[6]。
- 12月14日　シングル『ADHD/SDUC』発売。新曲『愛のDIVE、廃人DANCE』初披露。

2020年
- 1月1日　『グミ・チョコレートでつかまえて』のMVを公開。
- 1月12日　新宿MARZにて初の東京ワンマンライブ『くぴぽ初東京ワンマン！〜まきちゃん6才のお誕生日あけおめSP〜』開催。新曲『記憶を消してあげるよ』『PEOPLE!!』初披露。123名の動員を記録[7][8]。
- 3月5日　ほんぼちゃんの活動休止を発表。
- 3月11日　サブスクが解禁される[9]。
- 3月14日　新型コロナウイルス感染症の影響で『服部フェス』の中止を発表[10]。
- 4月4日　ほんぼちゃんの卒業を発表[11]。
- 5月10日　ゴトーの日に後藤まりこ提供曲『PAINT PAIN 平成』のMVを公開。
- 6月14日　2ndフルアルバム『ニャンニーチュアン』が発売。
- 7月15日　『夏が嫌い』のMVを公開。
- 7月24日　『愛のDIVE、廃人DANCE』のMVを公開。
- 7月28日　OSAKA MUSEにてほんぼちゃん卒業公演『難波アイドル伝   ホンボの帝王〜Four Hundred Thousandの夢〜』開催。『PAINT PAIN 平成』『夏が嫌い』初披露。
- 8月17日　8月26日のライブにて新メンバーの加入を発表。
- 8月26日　心斎橋サンホールにて『くぴぽ新体制ワンマンライブ 家虎の穴〜IDOL OF DARKNESS』開催。新メンバーとして、あむの加入を発表。
- 11月6日　YouTube番組を開始。
- 11月21日　2021年1月9日に大阪ワンマンライブ、2021年1月16日に東京ワンマンライブの開催を発表。

2021年
- 1月4日　ミニマリング・スタジオからの退社を発表[12]。
- 1月9日　大阪ワンマンライブにてタカユキカトー提供の新曲『眠いよ青春』初披露。
- 3月20日　シングル『約束』発売[13]。
- 4月9日　6月19日のライブでひめちゃんが卒業することを発表。同時に7月からは新メンバーに「まこと」と「しゅり」を加えた体制で活動することを発表[14]。
- 4月24日　シングル『親切』発売。[15]
- 5月9日　7月24日のライブでなだれが卒業することを発表[16]。
- 5月10日　前年と同じく新型コロナウイルスの影響で『服部フェス』の中止を発表[17]。
- 5月15日　シングル『安心』発売[18]。
- 5月24日　3rdアルバム『絶対結婚しような！！！！』を6月5日に発売することを発表[19]。同時にCDリリースイベント『くぴぽ 3rd ALBUM「絶対結婚しような！！！！」販売会&トークライブ』を大阪は6月5日、東京は6月12日に開催することを発表[20]。
- 6月4日　6月19日の大阪・心斎橋サンホールで開催予定のワンマンライブが緊急事態宣言延長に伴い延期となり、ひめちゃんの卒業公演が7月24日の東京・新宿LOFTのワンマンライブに変更となる[21]。
- 6月5日　『あんだーすたんどみゅーじっく』のMVを公開。
- 6月19日　8月1日より新メンバーとして宇野祐生佳（うの）が加入することを発表[22][23]。
- 7月4日　西永福JAMにて行われた『私立くぴぽ学園〜あむお誕生日会編〜』にて、まこと、しゅりがデビュー。
- 7月8日　宇野祐生佳制作の『天国』のMVを公開。
- 7月24日　新宿LOFTにて行われた『くぴぽの絶対結婚しようなツアー〜東京ワンマン編〜』にて、ひめちゃん、なだれが卒業。アンコールで『紫陽花と短冊』初披露。
- 10月29日　『服部フェス』を2022年4月1日に心斎橋サンホール、4月2日、3日に服部緑地野外音楽堂で開催することを発表。
- 11月19日　2022年2月をもってあむ卒業を発表[24]。

2022年
- 1月8日　西永福JAMにて『新春くぴぽ無料ワンマン〜まき誕2022〜』を開催
- 1月17日　3月より新メンバーとして「ちあき」を加えた体制で活動することを発表
- 1月28日　『あいわなちゅっちゅぱっぱらぱっぱっぱ』]のMVを公開
- 2月20日　アメリカ村BEYONDにて『私立くぴぽ学園〜昼のあむ卒〜』『私立くぴぽ学園〜夜のあむ卒〜』を開催
- 2月26日　西永福JAMにて『私立くぴぽ学園〜最後のあむ卒〜』を開催
- 2月27日　新宿LOFTにて行われた『Tribu pre. half step ahead.s』 にて、あむが卒業。
- 3月4日　Spotify O-Crestにて行われた『美味しい曖昧 幽花はるか生誕イベント「幽花はるかの好きを好きなだけ」』にて、ちあきがデビュー。
- 4月1日　心斎橋サンホールにて『服部フェス』1日目開催。『fish』初披露。
- 4月2日　服部緑地野外音楽堂にて『服部フェス』2日目開催。
- 4月3日　服部緑地野外音楽堂にて『服部フェス』3日目開催。
- 7月6日　『矢口真里の火曜The NIGHT』（ABEMA）出演。
- 9月18日　西永福JAMにて『私立くぴぽ学園〜昼のまこ卒〜』『私立くぴぽ学園〜夜のまこ卒〜』を開催、まこと卒業。
- 10月4日　『猫舌SHOWROOM 豪の部屋』にて、これまでグループ結成年を生年月日としてきたまきちゃんが、1987年1月8日生まれ、山羊座のO型であることを公表[25]。ただしこれからもファンの夢を守るためプロフィール上はグループ結成＝年齢としている。
- 10月23日　西永福JAMにて『私立くぴぽ学園～うの誕2022～』を開催
- 12月4日　渋谷MILKYWAYにて『私立くぴぽ学園〜しゅり誕2022』を開催

2023年
- 1月8日　渋谷MILKYWAYにて『私立くぴぽ学園〜まき誕2023〜』を開催
- 1月19日　4thアルバム『WATER』のリリースを発表。併せて大阪・三重・福岡・東京の全国4ヶ所へ「AIR RELEASE TOUR」の開催も発表[26]
- 2月10日　心斎橋FANJ twiceにて『「WATER」AIR RELEASE TOUR in OSAKA』を開催。
- 2月12日　松坂M'AXAにて『「WATER」AIR RELEASE TOUR in MIE』を開催。
- 2月18日　Buddy up!にて『「WATER」AIR RELEASE TOUR in FUKUOKA』を開催。
- 2月24日　新宿LOFTにて『「WATER」AIR RELEASE TOUR in TOKYO』を開催。
- 3月8日　4thアルバム『WATER』をリリース
- 3月18日　服部緑地野外音楽堂にて『服部フェス2023』1日目開催。
- 3月19日　服部緑地野外音楽堂にて『服部フェス2023』2日目開催。
- 8月20日　月見ル君想フにて『私立くぴぽ学園～ちあき誕2023～ワンマンライブ」』を開催
- 10月22日　滋賀U☆STONEにて『私立くぴぽ学園～うの誕2023ワンマン～』を開催
- 11月1日　映画2作目『くぴぽ SOS！ びよーーーーんど』公開を発表[27]
- 12月6日　新メンバー「あやぴぃ」と「むぎこ」の加入を発表[28]
- 12月10日　月見ル君想フにてにて『私立くぴぽ学園〜しゅり誕2023』を開催
- 12月16日　映画2作目『くぴぽ SOS！ びよーーーーんど』が、十三シアターセブンにて先行公開

2024年
- 1月8日　味園ユニバースにて『10周年なのにもうアカン！まき誕2024ワンマン～新年新春新体制シャンソンショー～』を開催。「あやぴぃ」と「むぎこ」が加入後初舞台
- 1月26日　『小早川秀樹のオシマシ』（ABCラジオ）に出演
- 3月2日　『くぴぽ SOS！ びよーーーーんど』を新宿 K's cinemaにて公開。（公開期間：2024年3月2日～2024年3月8日）
- 3月30日　服部緑地野外音楽堂にて『服部フェス2024』1日目開催。
- 3月31日　服部緑地野外音楽堂にて『服部フェス2024』2日目開催。
- 6月21日　FootRock&BEERSにて『私立くぴぽ学園～むぎこ誕2024ワンマン～』を開催。
- 7月28日　下北沢Flowers LOFTにてくぴぽ4部構成ワンマンライブ『my bookmark』を開催。（1部：We are the Worst famous idol in Osaka!!!! 編　2部：ニャンニーチュアン 編　3部：絶対結婚しような！！！！編　4部：WATER 編）
- 8月18日　新宿MARZにて『私立くぴぽ学園〜ちあき誕2024ワンマン〜』を開催。
- 10月20日　西永福JAMにて『私立くぴぽ学園～うの誕ワンマン2024～』を開催。
- 12月14日　十三グランドサロンにて『私立くぴぽ学園 ～しゅりんごFESTIVAL2024〜』を開催。

2025年
- 3月22日　服部緑地野外音楽堂にて『服部フェス2025』1日目開催。
- 3月23日　服部緑地野外音楽堂にて『服部フェス2025』2日目開催。
- 3月29日　2025年10月をもってうの卒業を発表[29]。
- 6月28日　新宿SAMURAIにて『私立くぴぽ学園～むぎこ誕2025ワンマン～』を開催。
- 8月17日　新宿Motionにて『私立くぴぽ学園～ちあき誕2025～』を開催。

## メンバー
| 名前                     | 担当色                       | 生年月日       | 身長  | 出身地 | 加入               | 備考 |
| ------------------------ | ---------------------------- | -------------- | ----- | ------ | ------------------ | --- |
| まきちゃん （服部 真希） | 初恋いちごレッド             | 2014年1月8日   | 164cm | 大阪府 | オリジナルメンバー | メンバー兼プロデューサー。 代代代プロデューサー・小倉ヲージとはバンド時代からの縁があり、結成当初はマネージャーを務めていた。 鳥 very birdのプロデューサーも担当。 自称「かわいい女の子になりたい6才児ロリロリアイドル」。 2019年4月に担当カラーが雑巾ホワイトから初恋いちごレッドに。 屋外のライブだと高所に登り歌う過激な一面も見せるが高所恐怖症である。 かつては芸人、バンドマンとして活動。                                          |
| しゅり                   | レトロりんごオレンジ         | 12月5日        | 160cm | 三重県 | 2021年7月          | 愛称は『しゅりんご』 レコードや昭和アイドルといったレトロな物を好み、Twitterでは定期的に所持するレコードを紹介している。 |
| うの                     | ほんわかピンク               | 1996年10月21日 | 155cm | 滋賀県 | 2021年8月          | 愛称は『うのちゃん』 元フルーティ、代代代の宇野 祐生佳。ミスiD2017ファイナリスト。 代代代脱退後はミニマリングスタジオ所属となりソロで配信シングル『パウ郎』をリリースする等していたが、本人の希望でSISTER STRAWBERRY SCH.へ移籍し、くぴぽへ加入する。 代代代『くちうつしうつくしい』]、くぴぽ『天国』のMVを制作。また、加入前にくぴぽ『夏が嫌い』のMV制作にも携わった為、【すぺしゃるさんくす】にうのの名前がある。                       |
| ちあき                   | おさかなマリンブルー         | 8月17日        | 156cm | 東京都 | 2022年3月          | 2021年3月よりまこと、しゅりが参加していた新メンバーオーディションに参加していたが、自らの意思で参加を辞退した後、東京でくぴぽがライブをする際のスタッフを担当していた。 あむの卒業発表後、2021年11月30日に再度オーディションに参加することを表明した。 小型船舶免許2級所持。 |
| あやぴぃ                 | うまうまとぅんかろんイエロー | 12月29日       | 161cm | 大阪府 | 2024年1月          | 2023年12月のオーディション合格を受け加入決定。 大阪難波味園ユニバースにおける「10周年なのにもうアカン！まき誕2024ワンマン～新年新春新体制シャンソンショー～」にてデビュー。 好きなものは競走馬、トゥンカロン、弾き語り、ポエム 特に弾き語りはオーディションの課題として動画を提出している。 趣味の競馬は競馬専門の個人YouTubeチャンネルを持つほど。 元ミケネコガールズ初代リーダーのあやか。 ミスiD2022「チェンジ・ザ・ワールド賞」受賞。 |
| むぎこ                   | wktkほっぷグリーン           | 6月29日        | 不明  | 福岡県 | 2024年1月          | 2023年12月のオーディション合格を受け加入決定。 大阪難波味園ユニバースにおける「10周年なのにもうアカン！まき誕2024ワンマン～新年新春新体制シャンソンショー～」にてデビュー。 好きなものはソフトバンクホークス、快晴の空、ホワイトチョコ。趣味はお散歩、お洋服を見ること、野球観戦。 特技は友達とお泊まりすると絶対に目覚ましの5分前に起きられること、お腹が空いたときだけ自由自在にお腹を鳴らせること。                                    |

### 旧メンバー
- ぱん
- もも
- みふゆ
- まりな
- にーな
- みくろ
- ビビタ：あいな
- ゆずリロ
- つじこ
- なーさん
2016年12月17日加入。2018年4月28日卒業。
ソロアイドル毒島大蛇として活動。
- ■すみれ
2018年4月28日加入。2018年12月4日脱退。
麗しパープル担当。
- ■なな
2018年4月28日加入。2019年4月29日卒業。
豆苗グリーン担当。現在は非常勤スタッフ担当
- ■ほんぼちゃん
2018年3月17日加入。2020年4月4日卒業。
奇天烈イエロー担当。元Edge Dub Monkeyzの本母菜摘。
元Edge Dub Monkeysの重本悠花と天使の微睡みとして活動。
- ■ひめちゃん
2018年4月28日加入。2021年7月24日卒業。
あげぽよピンク担当。岡山県出身。
卒業後「ひめか」に改名、あむ改め「あやか」とPINKBLESSとして活動[32]。
- ■なだれ
2019年4月29日加入。2021年7月24日卒業。
セルリアンブルー担当。高知県出身。
卒業後「雨衣ちゃん」として活動したのち、音楽プロジェクト『秘密の彼の娘』のボーカル「雨衣(のちに「ミナミミチ」に変更)」として活動。現在はcleomeryの「光波ミチ」として活動。
- □あむ
2020年8月26日加入。2022年2月27日卒業。
小悪魔ホワイト担当。京都府出身。元エミュリボンキャスト。
看護大学を卒業後、看護師に就職する予定であったが[33]、まきちゃんに誘われてくぴぽに加入。
シングル『約束』収録の『方舟で運ぶね』の詞は、あむの飼っている愛犬「のあ」を題材にしている。
卒業後「あやか」に改名、ひめちゃん改め「ひめか」とPINKBLESSとして活動[32]。
- ■まこと
2021年7月加入、2022年9月18日卒業。
めろめろメロンソーダ担当。神奈川県出身。
元FANTASTic*VISIONの透明感まこと。
アイドルになる前はテレビ局でアシスタントディレクターをしていた。

## ディスコグラフィー

### シングル・EP
シングルは全て会場限定発売。一部通販有り。
| #  | タイトル                            | 発売日         | 収録曲 | 備考 |
| -- | ----------------------------------- | -------------- | --- | --- |
| 1  | qppo.ep                             | 2017年8月12日  | 1. もう恋なんてしないし、恋なんてしないなんて言わないし、もう恋なんてしないなんて言わないよ絶対なんて歌わないよ絶対 2. 笑え!ノイローゼ 3. もう恋なんてしないし、恋なんてしないなんて言わないし、もう恋なんてしないなんて言わないよ絶対なんて歌わないよ絶対(inst.) 4. 笑え!ノイローゼ(inst.) | 廃盤 |
| 2  | まきちゃんかわいいSONG              | 2018年3月24日  | 1. まきちゃんかわいいSONG 2. まきちゃんかわいいSONG(inst.) 3. アイドル達による「まきちゃんブサイク」完全版 | 廃盤 |
| 3  | グミ・チョコレートでつかまえて/教育 | 2019年5月12日  | 1. グミ・チョコレートでつかまえて 2. 教育 | 廃盤 |
| 4  | ぎゅーーーーーして♡/夏盛り卍SUMMER  | 2019年8月10日  | 1. ぎゅーーーーーして♡ 2. 夏盛り卍SUMMER | 廃盤 |
| 5  | ADHD/SDUC                           | 2019年12月13日 | 1. 愛のDIVE、廃人DANCE 2. ShortDelay Univerce City(feat.Yackle) | 廃盤 |
| 6  | PAINT PAIN 平成                     | 2020年5月11日  | 1. PAINT PAIN 平成 | 配信限定シングル |
| 7  | 約束                                | 2021年3月24日  | 1. 眠いよ青春 2. 方舟で運ぶね 3. 眠いよ青春(inst) 4. 方舟で運ぶね(inst) | M-1,3 作詞：服部真希/作曲・編曲：タカユキカトー M-2,4 作詞：服部真希/作曲：星ひでき・服部真希/編曲：星ひでき ジャケットイラスト：YAGI                                       |
| 8  | 親切                                | 2021年4月24日  | 1. あんだーすたんどみゅーじっく 2. しゃぼん玉ホリデー 3. あんだーすたんどみゅーじっく(inst) 4. しゃぼん玉ホリデー(inst) | M-1,3 作詞：ユキテロ(空きっ腹に酒 / S.L.N.M)/作曲・編曲：タクマ(SPARK!!SOUND!!SHOW!!) M-2,4 作詞・作曲：金田康平(THEラブ人間)/編曲：タカユキカトー ジャケットイラスト：YAGI |
| 9  | 安心                                | 2021年5月15日  | 1. あいわなちゅっちゅぱっぱらぱっぱっぱ 2. ふたり 3. あいわなちゅっちゅぱっぱらぱっぱっぱ(inst) 4. ふたり(inst) | M-1,3 作詞・作曲：坂口喜咲/編曲：タカユキカトー・坂口喜咲 M-2,4 作詞：作詞：服部真希/作曲・編曲：松尾宗能 ジャケットイラスト：YAGI                                          |
| 10 | 再録e.p〜恋〜                       | 2022年1月29日  | 1. 夏が嫌い 2. あいわなちゅっちゅぱっぱらぱっぱっぱ 3. ふたり 4. 紫陽花と短冊 | 歌唱メンバー:まきちゃん、あむ、まこと、しゅり、うの ジャケットイラスト：YAGI                                                                                                |
| 11 | 再録e.p〜魔〜                       | 2022年2月11日  | 1. PAINT PAIN 平成 2. 教育 3. あんだーすたんどみゅーじっく 4. 愛のDIVE、廃人DANCE | 歌唱メンバー:まきちゃん、あむ、まこと、しゅり、うの ジャケットイラスト：YAGI                                                                                                |
| 12 | 再録e.p〜泡〜                       | 2022年5月21日  | 1. しゃぼん玉ホリデー 2. あたしが星座になる前に 3. タイムマシーン 4. 夏盛り卍SUMMER | 歌唱メンバー:まきちゃん、まこと、しゅり、うの、ちあき ジャケットイラスト：YAGI                                                                                              |
| 13 | 再録e.p〜実〜                       | 2022年6月24日  | 1. 2番目の女にしてください 2. グミ・チョコレートでつかまえて 3. 笑え！ノイローゼ 4. 記憶を消してあげるよ | 歌唱メンバー:まきちゃん、まこと、しゅり、うの、ちあき ジャケットイラスト：YAGI                                                                                              |
| 14 | 再録e.p〜和〜                       | 2022年9月17日  | 1. まきちゃんかわいいSONG〜2022 ver〜 2. PEOPLE!! 3. 愛して！プライスレス 4. ぎゅーーーーーして♡ | 歌唱メンバー:まきちゃん、まこと、しゅり、うの、ちあき ジャケットイラスト：YAGI                                                                                              |
| 15 | 水槽が割れた。                      | 2022年11月27日 | 1. GOODBYE IDOL 2. fish 3. フルーツの栞 4. カルピコの夢 5. 波紋 | ジャケットイラスト：YAGI |

### アルバム
| # | タイトル                                  | 発売日        | 収録曲 | 作詞・作曲                                                                      | 備考 |
| - | ----------------------------------------- | ------------- | --- | ------------------------------------------------------------------------------- | --- |
| 1 | We are the Worst famous idol in Osaka!!!! | 2019年1月6日  | 1.まきちゃんかわいいSONG                                                                                             | 作詞: 服部真希 作曲・編曲: 牧野渚(THE YANG)                                     | 初のミニアルバム。 歌唱メンバー: まきちゃん、ほんぼちゃん、ひめちゃん、なな れこーでぃんぐ、みっくす、ますたりんぐ: 星ひでき でざいん: うえこ ぷろでゅーす: 服部真希 すぺしゃるさんくす: くぴーぷるのみなさま |
| 1 | We are the Worst famous idol in Osaka!!!! | 2019年1月6日  | 2. タイムマシーン | 作詞: 服部真希 作曲・編曲: 星ひでき                                             | 初のミニアルバム。 歌唱メンバー: まきちゃん、ほんぼちゃん、ひめちゃん、なな れこーでぃんぐ、みっくす、ますたりんぐ: 星ひでき でざいん: うえこ ぷろでゅーす: 服部真希 すぺしゃるさんくす: くぴーぷるのみなさま |
| 1 | We are the Worst famous idol in Osaka!!!! | 2019年1月6日  | 3. チャイぼーぶんれchu❤︎                                                                                              | 作詞: 服部真希 作曲・編曲: 星ひでき                                             | 初のミニアルバム。 歌唱メンバー: まきちゃん、ほんぼちゃん、ひめちゃん、なな れこーでぃんぐ、みっくす、ますたりんぐ: 星ひでき でざいん: うえこ ぷろでゅーす: 服部真希 すぺしゃるさんくす: くぴーぷるのみなさま |
| 1 | We are the Worst famous idol in Osaka!!!! | 2019年1月6日  | 4. 初恋くぴぽ学園 | 作詞: 服部真希 作曲: こじんまり 編曲: 星ひでき                                  | 初のミニアルバム。 歌唱メンバー: まきちゃん、ほんぼちゃん、ひめちゃん、なな れこーでぃんぐ、みっくす、ますたりんぐ: 星ひでき でざいん: うえこ ぷろでゅーす: 服部真希 すぺしゃるさんくす: くぴーぷるのみなさま |
| 1 | We are the Worst famous idol in Osaka!!!! | 2019年1月6日  | 5. 2番目の女にしてください                                                                                           | 作詞: 服部真希 作曲・編曲: 星ひでき                                             | 初のミニアルバム。 歌唱メンバー: まきちゃん、ほんぼちゃん、ひめちゃん、なな れこーでぃんぐ、みっくす、ますたりんぐ: 星ひでき でざいん: うえこ ぷろでゅーす: 服部真希 すぺしゃるさんくす: くぴーぷるのみなさま |
| 1 | We are the Worst famous idol in Osaka!!!! | 2019年1月6日  | 6. 愛して!プライスレス                                                                                               | 作詞・作曲: 栗原ゆう 編曲: Reiji Matsumoto                                      | 初のミニアルバム。 歌唱メンバー: まきちゃん、ほんぼちゃん、ひめちゃん、なな れこーでぃんぐ、みっくす、ますたりんぐ: 星ひでき でざいん: うえこ ぷろでゅーす: 服部真希 すぺしゃるさんくす: くぴーぷるのみなさま |
| 1 | We are the Worst famous idol in Osaka!!!! | 2019年1月6日  | 7. 笑え!ノイローゼ                                                                                                   | 作詞: 服部真希 作曲・編曲: 星ひでき                                             | 初のミニアルバム。 歌唱メンバー: まきちゃん、ほんぼちゃん、ひめちゃん、なな れこーでぃんぐ、みっくす、ますたりんぐ: 星ひでき でざいん: うえこ ぷろでゅーす: 服部真希 すぺしゃるさんくす: くぴーぷるのみなさま |
| 2 | ニャンニーチュアン                        | 2020年6月14日 | 1. 出囃子っぽ | 作曲・編曲: 星ひでき                                                            | 初のフルアルバム。 歌唱メンバー: まきちゃん、ほんぼちゃん、ひめちゃん、なだれ れこーでぃんぐ: 星ひでき(M-2,4,5,6,7,8,9,10,11,12)、石川照幸(M-3)、服部真希(M-9) みっくす: 星ひでき(M-1,2,3,4,5,6)、石川照幸(M-3)、Yackle(M-7)、小倉ヲージ(M-8)、 後藤まりこ(M-9)、SAWA(M-10)、影山昇太郎(M-11)、タカユキカトー(M-12) いらすと: うえこ ふぉと: ポチりさ でざいん: ひめちゃん ぷろでゅーす: 服部真希 すぺしゃるさんくす: くぴーぷるのみなさま |
| 2 | ニャンニーチュアン                        | 2020年6月14日 | 2. 愛のDIVE、廃人DANCE                                                                                               | 作詞: 服部真希・星ひでき 作曲・編曲: 星ひでき                                   | 初のフルアルバム。 歌唱メンバー: まきちゃん、ほんぼちゃん、ひめちゃん、なだれ れこーでぃんぐ: 星ひでき(M-2,4,5,6,7,8,9,10,11,12)、石川照幸(M-3)、服部真希(M-9) みっくす: 星ひでき(M-1,2,3,4,5,6)、石川照幸(M-3)、Yackle(M-7)、小倉ヲージ(M-8)、 後藤まりこ(M-9)、SAWA(M-10)、影山昇太郎(M-11)、タカユキカトー(M-12) いらすと: うえこ ふぉと: ポチりさ でざいん: ひめちゃん ぷろでゅーす: 服部真希 すぺしゃるさんくす: くぴーぷるのみなさま |
| 2 | ニャンニーチュアン                        | 2020年6月14日 | 3. ぎゅーーーーーして♡                                                                                               | 作詞・作曲: 栗原ゆう 編曲: Sorabeats                                            | 初のフルアルバム。 歌唱メンバー: まきちゃん、ほんぼちゃん、ひめちゃん、なだれ れこーでぃんぐ: 星ひでき(M-2,4,5,6,7,8,9,10,11,12)、石川照幸(M-3)、服部真希(M-9) みっくす: 星ひでき(M-1,2,3,4,5,6)、石川照幸(M-3)、Yackle(M-7)、小倉ヲージ(M-8)、 後藤まりこ(M-9)、SAWA(M-10)、影山昇太郎(M-11)、タカユキカトー(M-12) いらすと: うえこ ふぉと: ポチりさ でざいん: ひめちゃん ぷろでゅーす: 服部真希 すぺしゃるさんくす: くぴーぷるのみなさま |
| 2 | ニャンニーチュアン                        | 2020年6月14日 | 4. 夏盛り卍SUMMER | 作詞: 服部真希・星ひでき 作曲・編曲: 星ひでき                                   | 初のフルアルバム。 歌唱メンバー: まきちゃん、ほんぼちゃん、ひめちゃん、なだれ れこーでぃんぐ: 星ひでき(M-2,4,5,6,7,8,9,10,11,12)、石川照幸(M-3)、服部真希(M-9) みっくす: 星ひでき(M-1,2,3,4,5,6)、石川照幸(M-3)、Yackle(M-7)、小倉ヲージ(M-8)、 後藤まりこ(M-9)、SAWA(M-10)、影山昇太郎(M-11)、タカユキカトー(M-12) いらすと: うえこ ふぉと: ポチりさ でざいん: ひめちゃん ぷろでゅーす: 服部真希 すぺしゃるさんくす: くぴーぷるのみなさま |
| 2 | ニャンニーチュアン                        | 2020年6月14日 | 5. グミ・チョコレートでつかまえて                                                                                    | 作詞・作曲: KOTOPAO from AH(嗚呼) 編曲: ELECTRIC LANDLADY RECORDS               | 初のフルアルバム。 歌唱メンバー: まきちゃん、ほんぼちゃん、ひめちゃん、なだれ れこーでぃんぐ: 星ひでき(M-2,4,5,6,7,8,9,10,11,12)、石川照幸(M-3)、服部真希(M-9) みっくす: 星ひでき(M-1,2,3,4,5,6)、石川照幸(M-3)、Yackle(M-7)、小倉ヲージ(M-8)、 後藤まりこ(M-9)、SAWA(M-10)、影山昇太郎(M-11)、タカユキカトー(M-12) いらすと: うえこ ふぉと: ポチりさ でざいん: ひめちゃん ぷろでゅーす: 服部真希 すぺしゃるさんくす: くぴーぷるのみなさま |
| 2 | ニャンニーチュアン                        | 2020年6月14日 | 6. 教育 | 作詞: 服部真希 作曲・編曲: なつめなゆた                                         | 初のフルアルバム。 歌唱メンバー: まきちゃん、ほんぼちゃん、ひめちゃん、なだれ れこーでぃんぐ: 星ひでき(M-2,4,5,6,7,8,9,10,11,12)、石川照幸(M-3)、服部真希(M-9) みっくす: 星ひでき(M-1,2,3,4,5,6)、石川照幸(M-3)、Yackle(M-7)、小倉ヲージ(M-8)、 後藤まりこ(M-9)、SAWA(M-10)、影山昇太郎(M-11)、タカユキカトー(M-12) いらすと: うえこ ふぉと: ポチりさ でざいん: ひめちゃん ぷろでゅーす: 服部真希 すぺしゃるさんくす: くぴーぷるのみなさま |
| 2 | ニャンニーチュアン                        | 2020年6月14日 | 7. ShortDelay Univerce City(feat.Yackle)                                                                             | 作詞: 服部真希 作曲・編曲: Yackle                                               | 初のフルアルバム。 歌唱メンバー: まきちゃん、ほんぼちゃん、ひめちゃん、なだれ れこーでぃんぐ: 星ひでき(M-2,4,5,6,7,8,9,10,11,12)、石川照幸(M-3)、服部真希(M-9) みっくす: 星ひでき(M-1,2,3,4,5,6)、石川照幸(M-3)、Yackle(M-7)、小倉ヲージ(M-8)、 後藤まりこ(M-9)、SAWA(M-10)、影山昇太郎(M-11)、タカユキカトー(M-12) いらすと: うえこ ふぉと: ポチりさ でざいん: ひめちゃん ぷろでゅーす: 服部真希 すぺしゃるさんくす: くぴーぷるのみなさま |
| 2 | ニャンニーチュアン                        | 2020年6月14日 | 8. もう恋なんてしないし、恋なんてしないなんて言わないし、 もう恋なんてしないなんて言わないよ絶対なんて歌わないよ絶対 | 作詞・作曲・編曲: 小倉ヲージ                                                    | 初のフルアルバム。 歌唱メンバー: まきちゃん、ほんぼちゃん、ひめちゃん、なだれ れこーでぃんぐ: 星ひでき(M-2,4,5,6,7,8,9,10,11,12)、石川照幸(M-3)、服部真希(M-9) みっくす: 星ひでき(M-1,2,3,4,5,6)、石川照幸(M-3)、Yackle(M-7)、小倉ヲージ(M-8)、 後藤まりこ(M-9)、SAWA(M-10)、影山昇太郎(M-11)、タカユキカトー(M-12) いらすと: うえこ ふぉと: ポチりさ でざいん: ひめちゃん ぷろでゅーす: 服部真希 すぺしゃるさんくす: くぴーぷるのみなさま |
| 2 | ニャンニーチュアン                        | 2020年6月14日 | 9. PAINT PAIN 平成                                                                                                   | 作詞・作曲・編曲: 後藤まりこ                                                    | 初のフルアルバム。 歌唱メンバー: まきちゃん、ほんぼちゃん、ひめちゃん、なだれ れこーでぃんぐ: 星ひでき(M-2,4,5,6,7,8,9,10,11,12)、石川照幸(M-3)、服部真希(M-9) みっくす: 星ひでき(M-1,2,3,4,5,6)、石川照幸(M-3)、Yackle(M-7)、小倉ヲージ(M-8)、 後藤まりこ(M-9)、SAWA(M-10)、影山昇太郎(M-11)、タカユキカトー(M-12) いらすと: うえこ ふぉと: ポチりさ でざいん: ひめちゃん ぷろでゅーす: 服部真希 すぺしゃるさんくす: くぴーぷるのみなさま |
| 2 | ニャンニーチュアン                        | 2020年6月14日 | 10. 記憶を消してあげるよ                                                                                             | 作詞・作曲・編曲: SAWA                                                          | 初のフルアルバム。 歌唱メンバー: まきちゃん、ほんぼちゃん、ひめちゃん、なだれ れこーでぃんぐ: 星ひでき(M-2,4,5,6,7,8,9,10,11,12)、石川照幸(M-3)、服部真希(M-9) みっくす: 星ひでき(M-1,2,3,4,5,6)、石川照幸(M-3)、Yackle(M-7)、小倉ヲージ(M-8)、 後藤まりこ(M-9)、SAWA(M-10)、影山昇太郎(M-11)、タカユキカトー(M-12) いらすと: うえこ ふぉと: ポチりさ でざいん: ひめちゃん ぷろでゅーす: 服部真希 すぺしゃるさんくす: くぴーぷるのみなさま |
| 2 | ニャンニーチュアン                        | 2020年6月14日 | 11. PEOPLE!! | 作詞・作曲: メイビーモエ 編曲: 影山昇太郎                                       | 初のフルアルバム。 歌唱メンバー: まきちゃん、ほんぼちゃん、ひめちゃん、なだれ れこーでぃんぐ: 星ひでき(M-2,4,5,6,7,8,9,10,11,12)、石川照幸(M-3)、服部真希(M-9) みっくす: 星ひでき(M-1,2,3,4,5,6)、石川照幸(M-3)、Yackle(M-7)、小倉ヲージ(M-8)、 後藤まりこ(M-9)、SAWA(M-10)、影山昇太郎(M-11)、タカユキカトー(M-12) いらすと: うえこ ふぉと: ポチりさ でざいん: ひめちゃん ぷろでゅーす: 服部真希 すぺしゃるさんくす: くぴーぷるのみなさま |
| 2 | ニャンニーチュアン                        | 2020年6月14日 | 12. 夏が嫌い | 作詞: タカユキカトー・服部真希 作曲・編曲: タカユキカトー                       | 初のフルアルバム。 歌唱メンバー: まきちゃん、ほんぼちゃん、ひめちゃん、なだれ れこーでぃんぐ: 星ひでき(M-2,4,5,6,7,8,9,10,11,12)、石川照幸(M-3)、服部真希(M-9) みっくす: 星ひでき(M-1,2,3,4,5,6)、石川照幸(M-3)、Yackle(M-7)、小倉ヲージ(M-8)、 後藤まりこ(M-9)、SAWA(M-10)、影山昇太郎(M-11)、タカユキカトー(M-12) いらすと: うえこ ふぉと: ポチりさ でざいん: ひめちゃん ぷろでゅーす: 服部真希 すぺしゃるさんくす: くぴーぷるのみなさま |
| 3 | 絶対結婚しような！！！！                  | 2021年6月5日  | 1. 絶対、結婚しような！                                                                                              | 作詞・作曲: 栗原ゆう 編曲: Sorabeats                                            | 歌唱メンバー: まきちゃん、ひめちゃん、なだれ、あむ |
| 3 | 絶対結婚しような！！！！                  | 2021年6月5日  | 2. 眠いよ青春 | 作詞: 服部真希 作曲・編曲: タカユキカトー                                       | 歌唱メンバー: まきちゃん、ひめちゃん、なだれ、あむ |
| 3 | 絶対結婚しような！！！！                  | 2021年6月5日  | 3. あいわなちゅっちゅぱっぱらぱっぱっぱ                                                                              | 作詞・作曲：坂口喜咲 編曲: タカユキカトー・坂口喜咲                             | 歌唱メンバー: まきちゃん、ひめちゃん、なだれ、あむ |
| 3 | 絶対結婚しような！！！！                  | 2021年6月5日  | 4. あたしが星座になる前に                                                                                            | 作詞・作曲：つるうちはな 編曲：タカユキカトー                                   | 歌唱メンバー: まきちゃん、ひめちゃん、なだれ、あむ |
| 3 | 絶対結婚しような！！！！                  | 2021年6月5日  | 5. あんだーすたんどみゅーじっく                                                                                      | 作詞：ユキテロ(空きっ腹に酒 / S.L.N.M) 作曲・編曲：タクマ(SPARK!!SOUND!!SHOW!!) | 歌唱メンバー: まきちゃん、ひめちゃん、なだれ、あむ |
| 3 | 絶対結婚しような！！！！                  | 2021年6月5日  | 6. 方舟で運ぶね | 作詞：服部真希 作曲：星ひでき・服部真希 編曲：星ひでき                          | 歌唱メンバー: まきちゃん、ひめちゃん、なだれ、あむ |
| 3 | 絶対結婚しような！！！！                  | 2021年6月5日  | 7. 天国 | 作詞: 服部真希 作曲・編曲: 星ひでき                                             | 歌唱メンバー: まきちゃん、ひめちゃん、なだれ、あむ |
| 3 | 絶対結婚しような！！！！                  | 2021年6月5日  | 8. ふたり | 作詞： 服部真希 作曲・編曲： 松尾宗能                                           | 歌唱メンバー: まきちゃん、ひめちゃん、なだれ、あむ |
| 3 | 絶対結婚しような！！！！                  | 2021年6月5日  | 9. Shuffle | 作詞・作曲・編曲: SAWA                                                          | 歌唱メンバー: まきちゃん、ひめちゃん、なだれ、あむ |
| 3 | 絶対結婚しような！！！！                  | 2021年6月5日  | 10. 紫陽花と短冊 | 作詞: 服部真希 作曲: 古川太一&佐藤寛 編曲: KONCOS                               | 歌唱メンバー: まきちゃん、ひめちゃん、なだれ、あむ |
| 3 | 絶対結婚しような！！！！                  | 2021年6月5日  | 11. しゃぼん玉ホリデー                                                                                               | 作詞・作曲：金田康平(THEラブ人間) 編曲：タカユキカトー                          | 歌唱メンバー: まきちゃん、ひめちゃん、なだれ、あむ |
| 4 | WATER                                     | 2023年3月8日  | 1. GOODBYE IDOL | 作詞 : 服部真希、作曲・編曲：星ひでき                                           | 歌唱メンバー：まきちゃん、うの、しゅり、ちあき レコーディング：星ひでき(M-1,6,7,8,9,10)、タカユキカトー(M-2,3,4,5,12)、Ryo Otonashi(M-11) ミキシング：星ひでき(M-1,7,8,9)、佐々木喫茶(M-2)、タカユキカトー(M-3,10,11,12)、cat nap(M-4)、 猫まみれ太郎(M-5)、Sorabeats(M-6) マスタリング：小倉ヲージ アートワーク：Chiaki Akada デザイン：lainial イラスト：宇野祐生佳 マネジメント：泉栞里 プロデュース：服部真希                          |
| 4 | WATER                                     | 2023年3月8日  | 2. Cool!Peace!Pop!                                                                                                   | 作詞・作曲・編曲: 佐々木喫茶                                                    | 歌唱メンバー：まきちゃん、うの、しゅり、ちあき レコーディング：星ひでき(M-1,6,7,8,9,10)、タカユキカトー(M-2,3,4,5,12)、Ryo Otonashi(M-11) ミキシング：星ひでき(M-1,7,8,9)、佐々木喫茶(M-2)、タカユキカトー(M-3,10,11,12)、cat nap(M-4)、 猫まみれ太郎(M-5)、Sorabeats(M-6) マスタリング：小倉ヲージ アートワーク：Chiaki Akada デザイン：lainial イラスト：宇野祐生佳 マネジメント：泉栞里 プロデュース：服部真希                          |
| 4 | WATER                                     | 2023年3月8日  | 3. September Pool | 作詞: 服部真希・ティンカーベル初野 作曲・編曲: ティンカーベル初野               | 歌唱メンバー：まきちゃん、うの、しゅり、ちあき レコーディング：星ひでき(M-1,6,7,8,9,10)、タカユキカトー(M-2,3,4,5,12)、Ryo Otonashi(M-11) ミキシング：星ひでき(M-1,7,8,9)、佐々木喫茶(M-2)、タカユキカトー(M-3,10,11,12)、cat nap(M-4)、 猫まみれ太郎(M-5)、Sorabeats(M-6) マスタリング：小倉ヲージ アートワーク：Chiaki Akada デザイン：lainial イラスト：宇野祐生佳 マネジメント：泉栞里 プロデュース：服部真希                          |
| 4 | WATER                                     | 2023年3月8日  | 4. はつ恋ランデブー                                                                                                  | 作詞・作曲: mekakushe、編曲: cat nap                                            | 歌唱メンバー：まきちゃん、うの、しゅり、ちあき レコーディング：星ひでき(M-1,6,7,8,9,10)、タカユキカトー(M-2,3,4,5,12)、Ryo Otonashi(M-11) ミキシング：星ひでき(M-1,7,8,9)、佐々木喫茶(M-2)、タカユキカトー(M-3,10,11,12)、cat nap(M-4)、 猫まみれ太郎(M-5)、Sorabeats(M-6) マスタリング：小倉ヲージ アートワーク：Chiaki Akada デザイン：lainial イラスト：宇野祐生佳 マネジメント：泉栞里 プロデュース：服部真希                          |
| 4 | WATER                                     | 2023年3月8日  | 5. 走馬灯 | 作詞・作曲: 服部真希・猫まみれ太郎、編曲: 猫まみれ太郎                          | 歌唱メンバー：まきちゃん、うの、しゅり、ちあき レコーディング：星ひでき(M-1,6,7,8,9,10)、タカユキカトー(M-2,3,4,5,12)、Ryo Otonashi(M-11) ミキシング：星ひでき(M-1,7,8,9)、佐々木喫茶(M-2)、タカユキカトー(M-3,10,11,12)、cat nap(M-4)、 猫まみれ太郎(M-5)、Sorabeats(M-6) マスタリング：小倉ヲージ アートワーク：Chiaki Akada デザイン：lainial イラスト：宇野祐生佳 マネジメント：泉栞里 プロデュース：服部真希                          |
| 4 | WATER                                     | 2023年3月8日  | 6. 波紋 | 作詞: 服部真希、作曲: ヒダカトオル、編曲: Sorabeats                             | 歌唱メンバー：まきちゃん、うの、しゅり、ちあき レコーディング：星ひでき(M-1,6,7,8,9,10)、タカユキカトー(M-2,3,4,5,12)、Ryo Otonashi(M-11) ミキシング：星ひでき(M-1,7,8,9)、佐々木喫茶(M-2)、タカユキカトー(M-3,10,11,12)、cat nap(M-4)、 猫まみれ太郎(M-5)、Sorabeats(M-6) マスタリング：小倉ヲージ アートワーク：Chiaki Akada デザイン：lainial イラスト：宇野祐生佳 マネジメント：泉栞里 プロデュース：服部真希                          |
| 4 | WATER                                     | 2023年3月8日  | 7. fish | 作詞: 服部真希、作曲・編曲: 星ひでき                                            | 歌唱メンバー：まきちゃん、うの、しゅり、ちあき レコーディング：星ひでき(M-1,6,7,8,9,10)、タカユキカトー(M-2,3,4,5,12)、Ryo Otonashi(M-11) ミキシング：星ひでき(M-1,7,8,9)、佐々木喫茶(M-2)、タカユキカトー(M-3,10,11,12)、cat nap(M-4)、 猫まみれ太郎(M-5)、Sorabeats(M-6) マスタリング：小倉ヲージ アートワーク：Chiaki Akada デザイン：lainial イラスト：宇野祐生佳 マネジメント：泉栞里 プロデュース：服部真希                          |
| 4 | WATER                                     | 2023年3月8日  | 8. 首輪 Lighting DOG                                                                                                 | 作詞: 服部真希、作曲・編曲: 星ひでき                                            | 歌唱メンバー：まきちゃん、うの、しゅり、ちあき レコーディング：星ひでき(M-1,6,7,8,9,10)、タカユキカトー(M-2,3,4,5,12)、Ryo Otonashi(M-11) ミキシング：星ひでき(M-1,7,8,9)、佐々木喫茶(M-2)、タカユキカトー(M-3,10,11,12)、cat nap(M-4)、 猫まみれ太郎(M-5)、Sorabeats(M-6) マスタリング：小倉ヲージ アートワーク：Chiaki Akada デザイン：lainial イラスト：宇野祐生佳 マネジメント：泉栞里 プロデュース：服部真希                          |
| 4 | WATER                                     | 2023年3月8日  | 9. カルピコの夢 | 作詞: 服部真希、作曲: 星ひでき・服部真希、編曲: 星ひでき                        | 歌唱メンバー：まきちゃん、うの、しゅり、ちあき レコーディング：星ひでき(M-1,6,7,8,9,10)、タカユキカトー(M-2,3,4,5,12)、Ryo Otonashi(M-11) ミキシング：星ひでき(M-1,7,8,9)、佐々木喫茶(M-2)、タカユキカトー(M-3,10,11,12)、cat nap(M-4)、 猫まみれ太郎(M-5)、Sorabeats(M-6) マスタリング：小倉ヲージ アートワーク：Chiaki Akada デザイン：lainial イラスト：宇野祐生佳 マネジメント：泉栞里 プロデュース：服部真希                          |
| 4 | WATER                                     | 2023年3月8日  | 10. フルーツの栞 | 作詞: 服部真希、作曲・編曲: Iguchi winter                                       | 歌唱メンバー：まきちゃん、うの、しゅり、ちあき レコーディング：星ひでき(M-1,6,7,8,9,10)、タカユキカトー(M-2,3,4,5,12)、Ryo Otonashi(M-11) ミキシング：星ひでき(M-1,7,8,9)、佐々木喫茶(M-2)、タカユキカトー(M-3,10,11,12)、cat nap(M-4)、 猫まみれ太郎(M-5)、Sorabeats(M-6) マスタリング：小倉ヲージ アートワーク：Chiaki Akada デザイン：lainial イラスト：宇野祐生佳 マネジメント：泉栞里 プロデュース：服部真希                          |
| 4 | WATER                                     | 2023年3月8日  | 11. QPPON QUEST～海底のお姫様～                                                                                      | 作詞: 服部真希、作曲・編曲: マモル                                              | 歌唱メンバー：まきちゃん、うの、しゅり、ちあき レコーディング：星ひでき(M-1,6,7,8,9,10)、タカユキカトー(M-2,3,4,5,12)、Ryo Otonashi(M-11) ミキシング：星ひでき(M-1,7,8,9)、佐々木喫茶(M-2)、タカユキカトー(M-3,10,11,12)、cat nap(M-4)、 猫まみれ太郎(M-5)、Sorabeats(M-6) マスタリング：小倉ヲージ アートワーク：Chiaki Akada デザイン：lainial イラスト：宇野祐生佳 マネジメント：泉栞里 プロデュース：服部真希                          |
| 4 | WATER                                     | 2023年3月8日  | 12. 恋(2023 ver.) | 作詞・作曲: 服部真希、編曲: タカユキカトー                                      | 歌唱メンバー：まきちゃん、うの、しゅり、ちあき レコーディング：星ひでき(M-1,6,7,8,9,10)、タカユキカトー(M-2,3,4,5,12)、Ryo Otonashi(M-11) ミキシング：星ひでき(M-1,7,8,9)、佐々木喫茶(M-2)、タカユキカトー(M-3,10,11,12)、cat nap(M-4)、 猫まみれ太郎(M-5)、Sorabeats(M-6) マスタリング：小倉ヲージ アートワーク：Chiaki Akada デザイン：lainial イラスト：宇野祐生佳 マネジメント：泉栞里 プロデュース：服部真希                          |